# Gerhard von Kanitz
Il conte Gerhard Theodor Alexander von Kanitz (Podangen Prussia Orientale, 9 aprile 1885 – Sossenheim, 15 giugno 1949) è stato un politico prussiano.
Apparteneva ad una famiglia d'alto lignaggio della Prussia: suo padre era un membro del Partito Conservatore e un deputato alla Camera dei Signori di Prussia; von Kanitz fu educato per divenire un militare e seguendo la rigida disciplina prussiana; dopo aver compiuto in modo alternato sia studi militari che studi di tipo classico al Wilhelm Gynnasium di Koenigsberg, venne finalmente iscritto in un reggimento, il Reggimento di corazzieri "Conte Wrangel", come ufficiale e salì molto rapidamente i gradi dell'esercito, divenendo capitano già nel 1910.
Non partecipò però alla guerra, e divenuto come suo padre un deputato e membro del partito conservatore, fu nominato rappresentante prussiano al parlamento bavarese e nel 1912 sposò la baronessa Veleska von Tiele-Winckler.
Dopo la guerra, fu ostile alla Rivoluzione di novembre e si astenne dalla vita politica fino al 1923, quando fu chiamato a divenire Ministro degli Trasporti interni nei ministeri Stresemann, Wilhelm Marx e Luther. Perse ogni valore politico con l'avvento del nazismo, e dopo essere stato deputato fino al 1938, si ritirò in vita privata. Durante la permanenza americana a Berlino, fece parte del comitato di incriminazione dei nazisti rimasti in città.